# 1853 en France
Chronologie de la France
- 1849
- 1850
- 1851
- 1852
- 1853
- 1854
- 1855
- 1856
- 1857

Cette page concerne l'année 1853 du calendrier grégorien.

## Événements

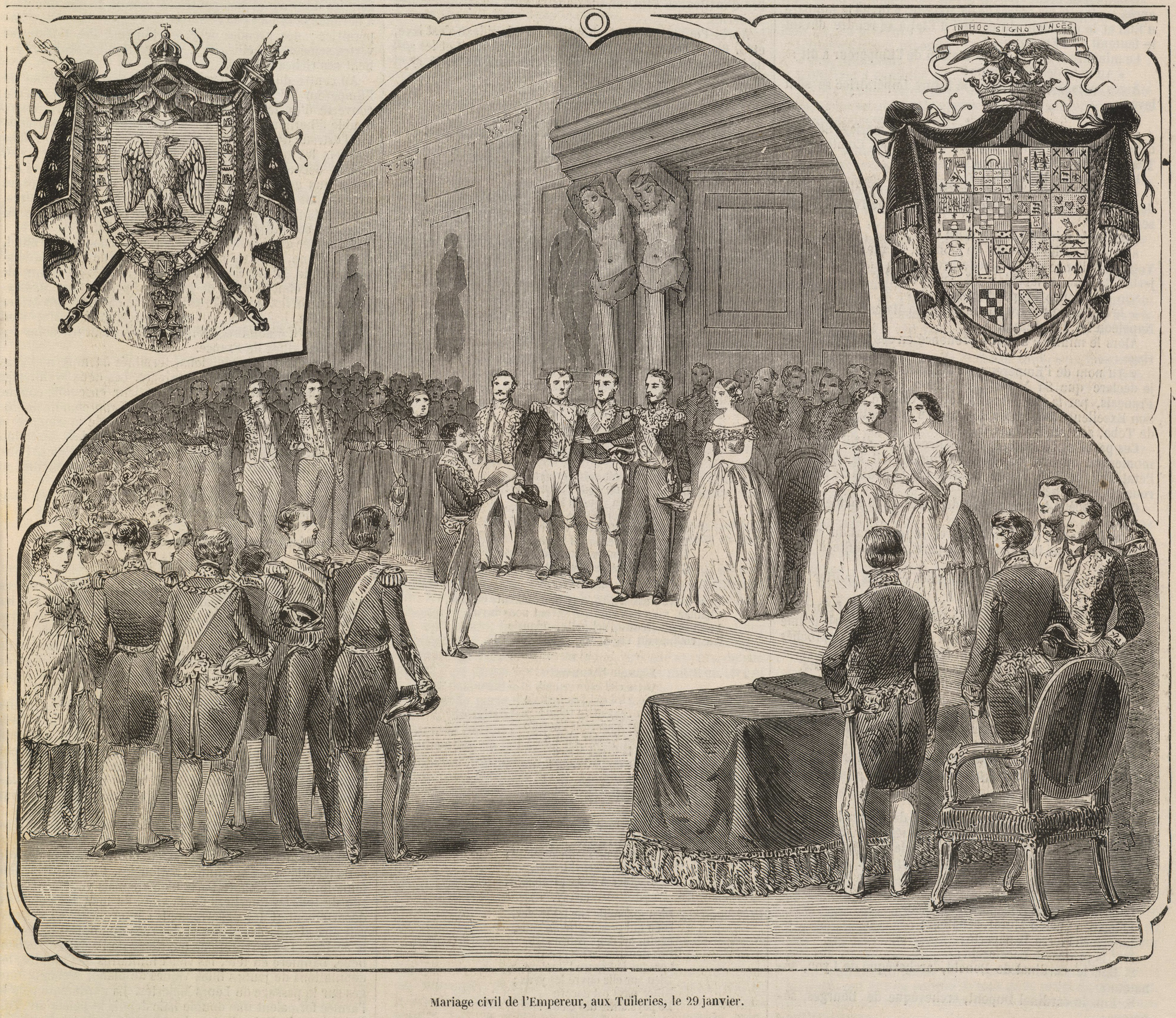
Mariage civil de l'Empereur, aux Tuileries, le 29 janvier. Gravure d'après Jules Gaildrau.

- 29 janvier : Napoléon III épouse la comtesse espagnole Eugénie de Montijo ; le mariage religieux a lieu le lendemain à la cathédrale Notre-Dame de Paris[1].

- 14 février : ouverture de la session législative[2].
- 4 mars : suicide pour dettes du maître des requêtes au Conseil d’État Napoléon-Charles-Félix-Antoine-Baptiste Camerata, cousin de Napoléon III[3].
- 8 mars : le général Jacques Aupick, beau-père de Charles Baudelaire devient sénateur[4].
- 19 mars : lors d'un Conseil des ministres extraordinaire aux Tuileries, Napoléon III décide, contre l'avis de Drouyn de Lhuys, l'envoi de l'escadre de Toulon en baie de Salamine[5]
- 24 mars : le général d’Ornano est nommé gouverneur de l’hôtel impérial des Invalides[6] (jusqu’à sa mort, en 1863).

- 1er juin :
  - loi sur les conseils de prud'hommes qui prévoit que le président du conseil est nommé par l’État[7].
  - constitution de la société « Videau frères et Aristide Boucicaut », qui exploite rue de Sèvres « Le Bon Marché » le plus ancien grand magasin de France[8].
- 9 juin : loi qui institue une caisse de retraite pour les fonctionnaires[9].
- 10 juin :
  - loi portant prohibition du port d'armes en Corse[10].
  - Jean Dollfus fonde la Société mulhousienne des cités ouvrières, qui permet l’accession à la propriété[11].
- 22 juin : le baron Georges Haussmann devient préfet de la Seine[12] (fin en 1869).
- 29 juin : lors de leur première entrevue à Saint-Cloud, l’Empereur montre au baron Haussmann une carte de Paris sur laquelle sont tracées, avec différentes couleurs suivant leur degré d’urgence, les différentes voies nouvelles qu’il se propose de faire exécuter[13]. Haussmann remodèle entre 1853 et 1869 la géographie de Paris afin de l’adapter aux exigences des temps modernes, concentrant ses efforts sur l’hygiène, la sécurité, l’éclairage et la circulation.
- 10 et 12 juillet : premières corridas espagnoles à Arles et à Nîmes[14].
- 18 juillet : achèvement de la liaison ferroviaire Paris-Angoulême-Bordeaux[15].
- 30 juillet : décret impérial portant autorisation de la compagnie du chemin de fer Grand-Central de France, avec pour ambition de joindre Paris au Midi de la France[16].

- 21 août : une corrida est présentée à Bayonne, en présence de Napoléon III et de l’impératrice Eugénie, alors que le couple impérial a fixé sa résidence d'été à Biarritz[17].
- 6 août : décret impérial portant autorisation de la compagnie du chemin de fer de Lyon à Genève[18].

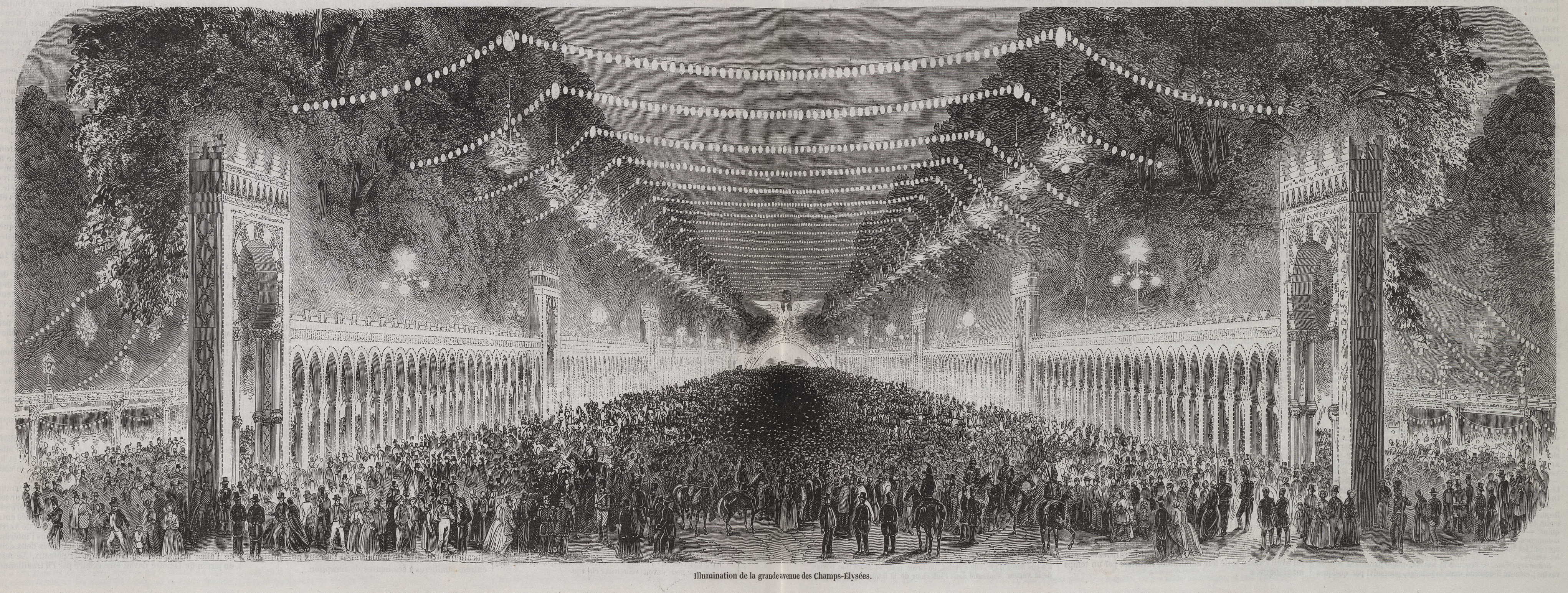
Illumination de la grande avenue des Champs-Élysées le 15 août 1853.

- 17 août : la compagnie du chemin de fer de Paris à Strasbourg absorbe les Compagnies du chemin de fer de Montereau à Troyes et du chemin de fer de Blesme et Saint-Dizier à Gray[19].

- 19 septembre : arrêté ministériel codifiant le ramassage gratuit de bois mort dans les forêts domaniales[20] (complétant le Code forestier et les diverses lois à ce sujet, remontant jusqu'à 1515), toujours en vigueur de nos jours.
- 24 septembre :
  - visite de Napoléon III à la Vieille Bourse de Lille où va être posée la première pierre d'une statue de Napoléon Ier, protecteur du commerce et de l'industrie[21] ; la chambre de commerce de Lille obtient l'autorisation d'ouvrir une école supérieure industrielle, après un discours de Frédéric Kuhlmann sur l'essor de l'industrie nationale[CC 1].
  - en représailles au massacre des marins français de l’Alcmène par des indigènes, en novembre 1850, le contre-amiral Febvrier-Despointes prend possession de la Nouvelle-Calédonie en tant que colonie. Elle est désormais rattachée aux Établissements français d'Océanie (Tahiti). La Nouvelle-Calédonie sera utilisée comme colonie pénitentiaire à partir de 1864[22].
- 30 septembre : décret impérial portant autorisation de la compagnie des chemins de fer de jonction du Rhône à la Loire[19].

- 4 octobre : l'Empire ottoman déclare la guerre à la Russie. Début de la guerre de Crimée[23].
- 12 octobre: décret impérial approuvant les modifications des statuts de la compagnie du chemin fer de Paris à Sceaux qui prend la dénomination de Compagnie du chemin fer de Paris à Orsay[19].
- 11 novembre : une épidémie de choléra, arrivée d'Angleterre par le Havre fin septembre, apparaît à Paris[24].

- 6 décembre : le ministre français Alphonse de Bourboulon se rend à Nankin, capitale des Taiping, à bord du Cassini. Le 10 décembre a lieu une conférence entre la mission française et le représentant des Taiping[25].

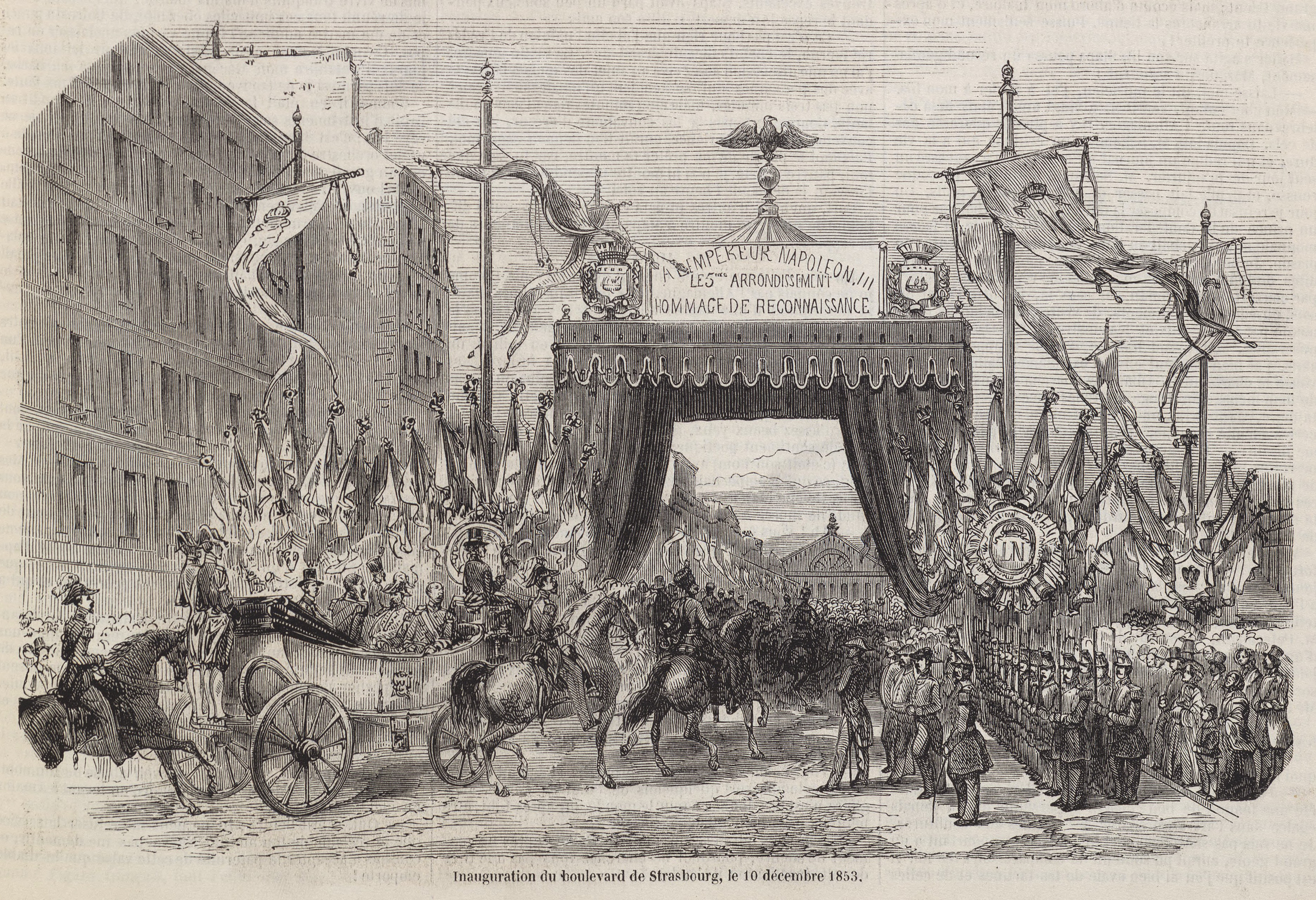
Inauguration du boulevard de Strasbourg.

- 10 décembre : inauguration du boulevard de Strasbourg[26].
- 14 décembre : décret qui autorise la société anonyme formée à Paris sous la dénomination de compagnie générale des eaux. Elle obtient sa première concession de service public à Lyon[27].